# Catholic Relief Services
Catholic Relief Services (skr. CRS), međunarodna humanitarna organizacija Katoličke Crkve u SAD-u. Osnovala ju je 1943. organizacija čija je sljednica Biskupska konferencija SAD-a. Danas pruža pomoć 130 milijunu ljudi u više od 90 država i teritorija u Africi, Aziji, Latinskoj Americi, Bliskom Istoku i Istočnoj Europi. Članica je Međunarodnog Caritasa, svjetske mreže katoličkih humanitarnih organizacija. CRS pruža pomoć u hitnim situacijama i pomaže u zemljama u razvoju razbiti začarani krug siromaštva preko inicijativa zasnovanih na zajednicama i održivom razvoju kao i izgradnji mira. Pomoć se šalje potrebitima, bez obzira na rasu, vjeru ili nacionalnost. Stožer CRS-a je u Posnerovoj zgradi u Baltimoreu, u Marylandu. Brojni operativni terenski uredi djeluju na pet kontinenata. CRS zapošljava oko 5000 osoba diljem svijeta. Agencijom upravlja Ravnateljski zbor (Board of Directors) koji čine 13 svećenika, većinom biskupa te 10 laika.

## Vanjske poveznice
- Službene stranice